# 矢野茂文
矢野 茂文（やの しげふみ、1930年〈昭和5年〉11月27日 - 2021年〈令和3年〉1月22日）は、日本の政治家。位階は従四位。
鳴門市長。徳島県鳴門市出身。

## 経歴
1949年、徳島県立鳴門高等学校卒業。1958年、徳島県青年連合会会長に就任。1962年、日本青年館中央理事に就任。1965年、日本青年団協議会会長に就任。
1967年、鳴門市議会議員に初当選。1971年、徳島県議会議員に初当選。1987年、鳴門市長選に当選し1995年まで務める。
2021年1月22日、死去。90歳没。死没日をもって従四位に叙される。